# Västsvensk Tidningsdistribution
Västsvensk Tidningsdistribution, VTD,  är ett företag med bas i Göteborg som sköter tidningsutdelningen av morgontidningar i Västra Götalands och Hallands län.
Företaget ägs gemensamt av Stampen AB, AB William Michelsens Boktryckeri och Nya Lidköpings-Tidningen AB och är av företagstypen kommanditbolag.

## Företaget i siffror
- Med ca 2 200 tidningsbud är VTD 15:e största arbetsgivaren i regionen
- 160 miljoner morgontidningar levereras årligen
- cirka 700 000 hushåll och 1 100 återförsäljare nås dagligen
- Sköter utdelningen av 49 olika titlar varav 36 är morgontidningar
- För att täcka 700 bildistrikt används 350 företagsbilar